# Halecium repens
Halecium repens är en nässeldjursart som beskrevs av Jäderholm 1907. Halecium repens ingår i släktet Halecium och familjen Haleciidae. Inga underarter finns listade i Catalogue of Life.